# Istraživanje svemira
Istraživanje svemira je otkrivanje i istraživanje nebeskih struktura u svemiru razvijanjem i rastom svemirske tehnologije. Dok proučavanje svemira uglavnom obavljaju astronomi pomoću teleskopa, fizičko istraživanje svemira se vrši pomoću robotskih svemirskih sondi bez ljudstva i sa svemirskim letovima. Istraživanje svemira u užem smislu naziv za delatnost istraživanja područja van planete Zemlje koja uključuje direktnu prisutnost veštačkih fizičkih objekata i ljudskih bića u tom području. U širem smislu istraživanje svemira uključuje svaku gore navedenu delatnost koja se može odvijati i u vojne, ekonomske i neke druge svrhe. 
Istraživanje svemira svoje korene ima u razvoju raketne tehnologije u prvoj polovici 20. veka, ali je podsticaj dobilo tek nakon završetka drugog svetskog i početka hladnog rata. Tada su suparničke supersile SAD i SSSR zaključile kako će se eventualni treći svetski rat odlučiti primenom interkontinentalnih balističkih projektila, a čiji je razvoj i usavršavanje sa sobom povlačilo nužnost istraživanja ne samo viših slojeva Zemljine atmosfere, nego i svemira. Godine 1945. je britanski naučnik Artur Klark izneo ideju u instaliranju veštačkih satelita u Zemljinoj orbiti, što su velike sile takođe prepoznale kao mogućnost za uspostavljanje komunikacionog sistema, odnosno prikupljanja informacija o neprijatelju.
Zbog svega toga je krajem 1940-ih započela tzv. svemirska utrka između dve supersile. Iz početka je SSSR stekao prednost, te je 4. 10. 1957. lansiran prvi veštački satelit iz programa Sputnjik, što predstavlja početak svemirske ere. Četiri godine kasnije Jurij Gagarin je postao prvi čovek u svemiru. SAD su na to reagovale početkom ambicioznog Apolo programa, kome je cilj bio iskrcavanje astronauta na Mesec. Nakon što je 21. 7. 1969. godine taj cilj ostvaren, američka javnost ga je shvatila kao krajnje dostignuće koje neće biti premašeno u doglednoj budućnosti, te je za istraživanje svemira počela gubiti interes, što se postepeno reflektovalo i na politički establišment.
Gubitak trke ka Mesecu je sovjetski svemirski program preusmerio ka još ambicioznijem, ali i teže ostvarivom cilju iskrcavanja ljudske posade na Mars. Zbog toga je 1970-ih uložen veliki napor kako bi se usavršilo dugotrajno održavanje ljudi u svemiru. Rezultat tih napora bila je gradnja prvih svemirskih stanica, odnosno održavanje stalne ljudske prisutnosti u orbiti Zemlje. Američka se u isto vreme koncentrirala na nešto praktičniji cilj razvoja orbitalnog transportnog sredstva koje bi se moglo koristiti više puta. Rezultat tih napora bio je Spejs-šatl, svemirski brod čiji je prvi model uspešno lansiran 1981. godine. Završetak hladnog rata je naneo veliki udarac daljem istraživanju svemira, s obzirom da su pobedničke SAD izgubile značajan podsticaj, a Rusija (naslednica SSSR-a) političku i drugu infrastrukturu za ambicioznije projekte. Takođe su se intenzivirale kritike istraživanja svemira, čiji zastupnici ga smatraju besmislenim trošenjem ogromnih sredstava koja bi se mogla bolje potrošiti za rešavanje gorućih problema na samoj planeti Zemlji. Mnogi takođe drže da se istraživanje svemira mora ograničiti isključivo na veštačke sonde, jer je održavanje ljudskog života u ekstremnim svemirskim uslovima preskupo, prerizično i neisplativo. 
Završetkom Međunarodne svemirske stanice (ISS) nakon STS-133 u martu 2011, planovi za istraživanje svemira od strane SAD-a ostaju u toku. Konstelacija, program Buševe administracije za povratak na Mesec do 2020. godine ocenjen je neadekvatno finansiranim i nerealnim od strane ekspertskog panela za izveštavanje iz 2009. godine. Obamina administracija predložila je reviziju Konstelacije 2010. kako bi se usredotočila na razvoj sposobnosti za misije sa posadom izvan niske Zemljine orbite (LEO), predviđajući proširenje rada ISS-a nakon 2020. godine, prenoseći razvoj lansirnih vozila za ljudske posade iz angencije NASA na privatni sektoru, i razvijajući tehnologije koje će omogućiti misije izvan LEO, kao što su Zemlja-Mesec L1, Mesec, Zemlja-Sunce L2, asteroidi u blizini Zemlje i orbita Fobosa ili Marsa.
Godine 2000, Narodna Republika Kina je pokrenula uspešan program svemirskih letova sa posadom, dok su Evropska unija, Japan i Indija takođe planirale buduće svemirske misije sa posadom. Kina, Rusija, Japan i Indija su zagovarale misije sa posadom na Mesec tokom 21. veka, dok je Evropska unija isto tako zagovarala misije sa posadom na Mesec i Mars tokom 20. i 21. veka. Od 1990-ih godina, privatni preduzetnici su počeli da promovišu svemirski turizam, a zatim javno svemirsko istraživanje Meseca (pogledajte nagradu Gugl Lunar X).

## Istorija istraživanja

### Prvi teleskopi
Za prvi teleskop se kaže da je 1608. godine u Holandiji izumeo proizvođač naočara po imenu Hans Liperšej, ali ga je u astronomiji prvi upotrebio Galileo Galilej 1609. godine. Godine 1668, Isak Njutn je napravio svoj sopstveni reflektujući teleskop, prvi potpuno funkcionalni teleskop ove vrste, i orijentir za budući razvoj zbog svojih superiornih karakteristika u odnosu na prethodni Galilejev teleskop.
Usledio je niz otkrića u Sunčevom sistemu (i šire), tada i u narednim vekovima: planine Meseca, faze Venere, glavni sateliti Jupitera i Saturna, prstenovi Saturna, mnoge komete, asteroidi , nove planete Uran i Neptun i još mnogo satelita.
Orbitirajuća astronomska opservatorija 2 bila je prvi svemirski teleskop lansiran 1968. godine, ali je lansiranje Habl svemirskog teleskopa 1990. godine postavilo prekretnicu. Prema podacima od 1. decembra 2022. godine otkriveno je 5.284 potvrđenih egzoplaneta. Procenjuje se da Mlečni put sadrži 100–400 milijardi zvezda i više od 100 milijardi planeta. Postoji najmanje 2 triliona galaksija u vidljivom univerzumu. HD1 galaksija je najudaljeniji poznati objekat sa Zemlje, udaljen je 33,4 milijarde svetlosnih godina.

## Literatura
- Launius, R.D. ;  . (2012). „Spaceflight: The Development of Science, Surveillance, and Commerce in Space”. Proceedings of the IEEE. 100 (special centennial issue): 1785—1818. doi:10.1109/JPROC.2012.2187143. An overview of the history of space exploration and predictions for the future.
- Scholars Past. Willy Hartner, Otto Neugebauer, B. L. van der Waerden
- Scholars Present. „Stephen G. Brush”. Архивирано из оригинала 19. 04. 2007. г., Stephen J. Dick, Owen Gingerich, Bruce Stephenson, „Michael Hoskin”. Архивирано из оригинала 24. 07. 2011. г., „Alexander R. Jones”. Архивирано из оригинала 22. 06. 2007. г., Curtis A. Wilson
- Astronomer-historians. J. B. J. Delambre, J. L. E. Dreyer, Donald Osterbrock, Carl Sagan, F. Richard Stephenson
- Aaboe, Asger (2001). Episodes from the Early History of Astronomy. ISBN 0-387-95136-9.. Springer-Verlag 2001
- Aveni, Anthony F (1980). Skywatchers of Ancient Mexico. University of Texas Press.. 1980  0-292-77557-1
- Berry, Arthur (1898) A Brief History of Astronomy via Internet Archive
- Dreyer, J. L. E. History of Astronomy from Thales to Kepler, 2nd edition. Dover Publications 1953 (revised reprint of History of the Planetary Systems from Thales to Kepler, 1906)
- Eastwood, Bruce. The Revival of Planetary Astronomy in Carolingian and Post-Carolingian Europe. ISBN 0-86078-868-7.. Variorum Collected Studies Series CS 279 Ashgate 2002
- Evans, James (1998), The History and Practice of Ancient Astronomy, Oxford University Press, ISBN 0-19-509539-1.
- Antoine Gautier. L'âge d'or de l'astronomie ottomane.. in L'Astronomie, (Monthly magazine created by Camille Flammarion in 1882), December 2005, volume 119.
- Hodson, F. R.., ур. (1974). The Place of Astronomy in the Ancient World. Oxford University Press. ISBN 0-19-725944-8.. A Joint Symposium of the Royal Society and the British Academy., 1974
- Hoskin, Michael (2003). The History of Astronomy: A Very Short Introduction. Oxford University Press. ISBN 0-19-280306-9.
- McCluskey, Stephen C. (1998). Astronomies and Cultures in Early Medieval Europe. Cambridge University Press. ISBN 0-521-77852-2.
- Pannekoek, Anton (1989). A History of Astronomy.. Dover Publications
- Pedersen, Olaf (1993). Early Physics and Astronomy: A Historical Introduction. Cambridge University Press. ISBN 0-521-40899-7.. revised edition.
- Pingree, David (1998), „Legacies in Astronomy and Celestial Omens”,  Ур.: Dalley, Stephanie, The Legacy of Mesopotamia, Oxford University Press, стр. 125—137, ISBN 0-19-814946-8.
- Rochberg, Francesca (2004), The Heavenly Writing: Divination, Horoscopy, and Astronomy in Mesopotamian Culture, Cambridge University Press.
- Stephenson, Bruce. Kepler's Physical Astronomy. ISBN 0-387-96541-6.. Studies in the History of Mathematics and Physical Sciences, 13. New York: Springer, 1987
- Walker, Christopher., ур. (1996). Astronomy before the telescope. British Museum Press. ISBN 0-7141-1746-3..
- Neugebauer, Otto (1969) [1957], The Exact Sciences in Antiquity (2 изд.), Dover Publications, ISBN 978-0-486-22332-2
- Revello, Manuela (2013). "Sole, luna ed eclissi in Omero", in TECHNAI 4, pp. 13-32. Pisa-Roma: Fabrizio Serra editore.
- UNESCO Medieval astronomy in Europe
- Magli, Giulio. "On the possible discovery of precessional effects in ancient astronomy." arXiv preprint physics/0407108 (2004).

## Spoljašnje veze
- DIO: The International Journal of Scientific History
- „Journal of Astronomical History and Heritage”. Архивирано из оригинала 06. 05. 2008. г.